# Blutmehl

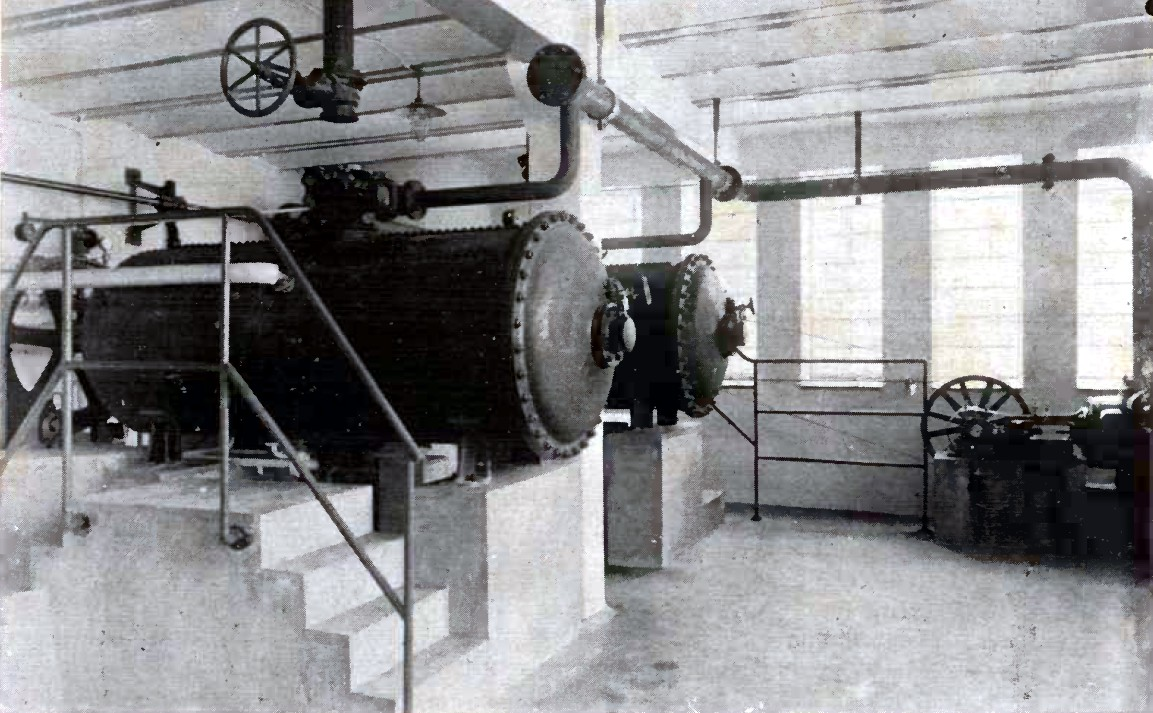
Blutverwertungsanlage der Firma Rud. A. Hartmann am Seegrenzschlachthof (1929)

Blutmehl ist ein stickstoffreicher, schnell wirksamer, organischer Dünger aus Schlachtabfällen.
Blutmehl gehört in die Gruppe der Tiermehle. Es ist getrocknetes, gemahlenes Blut und enthält ca. 12 % Stickstoffverbindungen, 80 % Proteine und viele Spurenelemente. Blutmehl kann in flüssiger Form direkt auf den Boden ausgebracht werden. Obwohl nach allen bisherigen Erkenntnissen keine BSE-Gefahr besteht, sollte es im ökologischen Anbau nicht mehr verwendet werden und wurde 2001 als Tierfutter verboten. Zu beachten ist, dass durch Änderungen der Verordnung (EG) Nr. 999/2001 später eine Lockerung der Verfütterungsverbotsvorschriften geschaffen wurde. So ist es seit einigen Jahren möglich, unter Einhaltung bestimmter Voraussetzungen und Auflagen, Blutprodukte (mit Ausnahme von Blutmehl selbst) als Ergänzungsfutter im Schweine- und Geflügelfutter einzusetzen.